# Јованова пијаца
Јованова пијаца отпочела је са радом 1. октобра 1926. године у Београду. Смештена је у Улици господар Јовановој. Порушена је 50-тих година 20. века.

## О пијаци
Јованова пијаца настала је кад се затворила Велика пијаца октобра 1926. године. Главни проблем везан за пијаце у Београду је била њихова неуређеност. Ова је пијаца уоквирена у једном квадрату. Доста је сужена и без довољно простора за неометан промет. Прилично је неприступачна грађанима и већем довозу хране и осталих потреба за пијацу. Сав саобраћај је упућен на само једну улицу Господар Јованову. Дневно је ту циркулисало од 4-6000 и више људи (и купаца и продаваца). Било је планова да се пијаца прошири ка Улици краља Петра, између Јованове и Симине. Тиме би пијаца изашла на три улице. Било је планова да се покрије стакленим кровом. 

Порушена је 50-тих година 20. века. Преселила се у знатно мањем обиму у Вишњићеву улицу на углу са Јовановом.

### Дућани и тезге
На Јовановој пијаци било је 44 дућана и 31 локал под аркадама. Подигнуто је 7 павиљона у укупној корисној површини 1.009,26 m2. Највише је било месарских дућана и то 28, рибарских 8, за млечне призводе 6, за продају јаја 3, цвећарских 1 и пиљарских 26.

### Производи на пијаци
Ту се сем воћа и поврћа, продавало месо, риба, јаја, млечни производи, брашно.

## Занимљивости
- Постоје и сећања на прву куповину на Јовановој пијаци.[5]
- Јованова пијаца је била једна од најпосећенијих пијаца у Београду 1932. године и зато се размишљало о њеном проширењу.[6]